# 가속 좌표계
가속 좌표계란 린들러 좌표계(Rindler coordinate)라 불리며 특수 상대론의 서로간의 관성 운동하는 좌표계에 비해 이 좌표계는 한 관성계에 일정하게 가속도 a로 가속하는 좌표계를 의미한다.특수 상대론의 로렌츠 변환에 해당하는 관성계(t,x,y,z)와 가속계(t’,x’,y’,z’)의 변환식은
{\displaystyle x={\biggl (}{\frac {c^{2}}{a}}+x'{\biggr )}\cosh \left({\frac {at'}{c}}\right)-{\frac {c^{2}}{a}}}
{\displaystyle ct={\biggl (}{\frac {c^{2}}{a}}+x'{\biggr )}\sinh({\frac {at'}{c}})}
{\displaystyle y=y'\,z=z'}
가속 좌표계의 고유 거리 ds는
{\displaystyle ds^{2}=dx'^{2}+dy'^{2}+dz'^{2}-c^{2}{\biggl (}1+{\frac {ax'}{c^{2}}}{\biggr )}^{2}dt'^{2}}

## 같이 보기
- 벨의 우주선 역설
- 보른 좌표계
- 언루 효과

## 참고 문헌
- Rindler, W., 1969, Essential Relativity: Special, General, and Cosmological, Van Nostrand, New York
- Relativity equation 3.3.8